# Voljenom gradu
Voljenom gradu (ljubljenem mestu) je posnetek verjetno najbolj znanega in odmevnega koncerta Prljavega kazališta, ki je potekal na 12. rojstni dan skupine, 17. oktobra 1989 na Trgu bana Jelačića (takrat Trgu Republike) v Zagrebu. Koncert je sicer predstavljal vrh turneje Prljavega kazališta ob izidu albuma Zaustavite Zemlju, ki je izšel maja 1988. Po nekaterih podatkih naj bi se koncerta udeležilo okrog 300.000 ljudi. 
Po mnenju nekaterih je bil ta koncert eden izmed znanilcev konca Jugoslavije in Domovinske vojne, prav tako pa je bil ta koncert do takrat največje hrvaško zborovanje v zgodovini.
Posnetek koncerta je leta 1989 izšel na videokaseti, leta 2003 pa skupaj s posnetkom koncerta Na trgu še na DVD-ju.

## Koncert
»Pred tem koncertom smo bili na turneji in promovirali album Zaustavite Zemlju, izvajali smo koncerte po Hrvaški, polnili dvorane in stadione, zaradi velikega interesa pa smo organizirali tudi dodatne koncerte. Pojma nismo imeli o tem, kaj se bo zgodilo na Trgu. Vedeli smo, da bo to velik koncert, vendar si nismo predstavljali, da bo drugačen od prejšnjih koncertov. Vedeli smo, da bodo težave s politiko in da bodo poslušalci prišli z organiziranimi avtobusnimi prevozi tudi iz Slovenije. Nismo si mislili da se bo, v tisti prelepi atmosferi, na Trgu zbralo četrt milijona ljudi.«

Mladen Bodalec

Prljavci so maja 1988 izdali album Zaustavite Zemlju. Album je vseboval eno izmed največjih hitov skupine, »Mojoj majci« (poimenovana tudi »Ružo Hrvatska«), ki jo je Jasenko Houra napisal v spomin svoji pokojni materi, skladba pa je zaradi verza »zadnja ruža Hrvatska« dobila nacionalni pomen. Veliko ljudi je skladbo razumelo kot posvetilo Savki Dabčević-Kučar, ki je bila ena izmed vodji Hrvaške pomladi leta 1971 in se je konec 80. let ponovno politično aktivirala. Po izdaji albuma je skupina odšla na promocijsko turnejo, ki je potekala po ZDA, Kanadi, Švici, Nemčiji, Avstraliji, Avstriji, Švedski in še nekaterih drugih evropskih mestih. Prljavci so dan pred koncertom iz Dalmacije prišli v Zagreb. Na trgu se je po nekaterih ocenah zbralo med 250.000 in 300.000 ljudi, po nekaterih ocenah pa celo do pol milijona ljudi. Koncert je bil do takrat največje hrvaško zborovanje v zgodovini. »Nastala je takšna gneča, da nisi mogel ne levo ne desno. Ograje, strehe, Bakačeva, Praška, vsa okna, vse strehe, vse je bilo polno ljudi«, se je koncerta spomnil pevec skupine, Mladen Bodalec, ki je na koncert prišel s tramvajem. Policija si ni mislila, da bo potrebno toliko policistov. Njihovo število je vseskozi povečevala in v trenutku, ko je množica ljudi blokirala trg, hotela odpovedati koncert. Dvajset minut pred koncertom so tako prišli policisti z namenom, da bi izključili elektriko, vendar se skozi gnečo niso mogli prebiti. Nek inšpektor je zato Houri dejal, naj pove ljudem, da koncert odpade, Houra pa mu je na to odgovoril: »Recite im vi!«.

»To je bilo neponovljivo. Božji čudež je, da se ni nikomur nič zgodilo.«

Tihomir Fileš
 »Bili smo popolnoma trdi. Veljal je dogovor, da publika ne ploska. Tudi Bodalec ni skakal po odru, ker je bilo v publiki preveč ljudi in da ne bi začeli skakati še oni«, je o koncertu dejal bobnar skupine, Tihomir Fileš. Kot da bi vedel kaj se bo zgodilo, je Houra med izvajanjem skladbe »Heroj ulice« publiki dejal: »Samo, da vam povem, naj vas in nas v teh težkih časih varuje Bog.« Po mnenju nekaterih naj bi bil ta koncert eden izmed znanilcev konca Jugoslavije in Domovinske vojne.

»Takrat smo imeli veliko hitov, vsi pa so čakali na »Ružo hrvatsko«. Nismo si mogli predstavljati, da bo pesem spodbudila takšne razmere. Videlo se je, da imajo ljudje potrebo po neodvisnosti in ta pesem jim je točno to pomenila. Če ne bi bil na odru, bi si želel biti v publiki.«

Jasenko Houra
 »Vem samo, da so ta koncert odigrali Filko [Tihomir Fileš], Nino in Keks [Damir Lipošek]. Z Mladenom sva bila seveda z njimi, ampak sva bila osredotočena na dogajanje pred nami, ker ni bilo popolne varnosti. Vsake toliko sem gledal Katedralo in upal, da se kaj ne zgodi. /.../ Iz prvih vrst so neprestano nosili ljudi, ki so padli v nezavest«, je o koncertu dejal Houra. Na tem koncertu je bila prvič v živo izvedena skladba »Mojoj majci«, ki je postala ena izmed največjih uspešnic skupine. Številni ljudje so brez strahu mahali s hrvaškimi zastavami. Koncert, močno nabit s čustvi, se je korektno končal, brez poškodb in z minimalno škodo. »Uničena je bila ena veriga na Manduševcu in ena svetilka. To ni nič. Ljudje bolj razbijajo na običajni svatbi«, je o škodi dejal Houra.

## Po koncertu
Po koncertu se publika ni mogla naveličati Prljavcev. Vsak koncert, ki ga je skupina kjerkoli izvedla je bil razprodan. V tistih dneh so člani skupine delali v norem tempu. Samo julija 1990 so v 31 dneh odigrali 28 koncertov. Leta 1990 je skupina izdala naslednji album Devedeseta, nato pa so si člani skupine vzeli nekaj let premora. Leta 1993 je potem izšel album Lupi petama,.....

## Seznam skladb
Avtor vseh skladb je Jasenko Houra, razen kjer je posebej napisano.
1. »Loš dan«
2. »Dobar vjetar u leđa«
3. »Sve je lako kad si mlad«
4. »Moja djevojka je otišla u Armiju«
5. »Budala malena«
6. »Moj bijeli labude«
7. »Heroj ulice«
8. »Ma kog' me Boga za tebe pitaju«
9. »Mojoj majci«
10. »Ne zovi mama doktora«
11. »Mi plešemo«
12. »Marina«
13. »Zaustavite Zemlju« (Marijan Brkić/Jasenko Houra/Marijan Brkić)
14. »Mojoj majci«

## Osebje

### Prljavo kazalište
- Jasenko Houra – ritem kitara, vokal
- Mladen Bodalec – glavni vokal
- Damir Lipošek – solo kitara
- Nino Hrastek – bas kitara
- Tihomir Fileš – bobni

Gost
- Mladen Roško – klaviature

### Produkcija
- Oblikovanje: Ivica Rađa
- Režiser: Vlado Božičević
- Snemalci: TV Zagreb
- Urednik: Milan Škrnjug
- Glavni in odgovorni urednik: Božidara Rastić